# Alto Tambo
Alto Tambo ist eine Ortschaft und eine Parroquia rural („ländliches Kirchspiel“) im Kanton San Lorenzo der ecuadorianischen Provinz Esmeraldas. Die Parroquia besitzt eine Fläche von 1094 km². Beim Zensus im Jahr 2010 betrug die Einwohnerzahl 1871. Für das Jahr 2020 wurde eine Einwohnerzahl von 2921 genannt. Die Bevölkerung besteht zum Großteil aus Afroecuadorianern.

## Lage
Die Parroquia Alto Tambo liegt im Küstentiefland im Nordwesten von Ecuador und erstreckt sich über den Südosten des Kantons San Lorenzo. Der Río Mira begrenzt das Areal im Nordosten, dessen linker Nebenfluss Río Lita im nördlichen Osten. Der Río Santiago sowie dessen Quellfluss Río Rumiyacu begrenzen das Gebiet im Westen. Der Hauptort befindet sich 2 km südwestlich des Grenzflusses Río Mira an der Fernstraße E10 (San Lorenzo–Ibarra) 52 km südöstlich vom Kantonshauptort San Lorenzo. Im Südosten verläuft entlang der Verwaltungsgrenze der 3480 m hohe Gebirgszug Cordillera de Toisán. Der tiefste Punkt liegt im Nordwesten am Río Santiago auf einer Höhe von etwa 120 m.
Die Parroquia Alto Tambo grenzt im Nordosten an die Provinz Carchi mit der Parroquias Tobar Donoso (Kanton Tulcán) und Jacinto Jijón y Caamaño (Kanton Mira), im Osten und im Südosten an die Provinz Imbabura mit den Parroquias Lita (Kanton Ibarra), La Merced de Buenos Aires (Kanton San Miguel de Urcuquí), Imantag und 6 de Julio de Cuellaje (beide im Kanton Cotacachi), im Westen an die Parroquia Luis Vargas Torres (Kanton Eloy Alfaro) sowie im Nordwesten an die Parroquias 5 de Junio, Urbina, Santa Rita und Tululbí.

## Orte und Siedlungen
In der Parroquia gibt es neben dem Hauptort folgende Comunidades: El Bareque, El Cristal, El Guadual, La Unión und Río Bogota.

## Geschichte
Die Parroquia Alto Tambo wurde am 26. Oktober 1954 gegründet.

## Ökologie
Der Süden des Verwaltungsgebietes liegt im Nationalpark Cotacachi Cayapas. Im Nordwesten der Parroquia liegt ein Teil der Reserva Bioantropológica Awá.